# Olive Talbot
Olive Emma Talbot (outubro de 1842 - outubro de 1894) foi uma aristocrata galesa da importante família Talbot de Glamorgan.

## Inicio da vida
Olivia Emma Talbot nasceu em 1842 em Londres, filha do rico industrial e político Christopher Rice Mansel Talbot e sua esposa, Lady Charlotte Butler, filha de Richard Butler, 1o Conde de Glengall. Ela tinha apenas quatro anos na época da morte de sua mãe.

## Patrocínio da Igreja

St Nicholas Church, Nicholaston – geograph.org.uk – 263482; one of the churches restored with funding from Olive Talbot

Olive Talbot foi deficiente física e confinada com uma condição espinhal por grande parte de sua vida. Ela usou sua herança após a morte de seu pai em 1890 para apoiar projetos de construção e restauração em igrejas em Glamorgan. Ela financiou a construção do St. Michael's College em Llandaff e o trabalho de reconstrução da Igreja de St. David em Bettws em 1894, pouco antes de sua morte. Ela também doou peças significativas de móveis antigos de prata e ouro da igreja, cálices e patens para igrejas católicas galesas. Comentou um contemporâneo: "Sua memória é reverenciada por multidões de adoradores em igrejas restauradas a seu único custo, em muitas solidãos das montanhas e vales industriais ocupados."
Olive Talbot morreu em 1894, pouco antes de seu 52º aniversário, em Londres. Seus restos mortais foram colocados na Abadia de Margam, com um memorial.  Um de seus maiores projetos, a igreja de São Nicolau em Gower, foi concluído apenas dois meses depois que ela morreu.
Sua irmã Emily Charlotte Talbot financiou o prédio da Igreja st. Theodore em Port Talbot em sua memória e em memória de seu irmão Theodore, que morreu em um acidente de caça em 1876. A Igreja de São Miguel e Todos os Anjos em Maesteg também foi construída como um memorial à generosidade de Olive Talbot.

## Amizade com Amy Dillwyn
A romancista e empresária Amy Dillwyn chamou Olive Talbot de "esposa" em diários privados, em 1872. As mulheres certamente podem ser ditas ter compartilhado uma amizade romântica e trocado presentes e viagens compartilhadas. A partir das evidências dos diários de Dillwyn, a relação permaneceu "não correspondida" por Talbot.